# Pachecova nemoc
Pachecova nemoc (čes. Pačekova nemoc) představuje vysoce nakažlivé virové onemocnění papoušků (Psittaciformes) s vysokou morbiditou i mortalitou. První výskyt byl pozorován u papoušků v Brazílii (Pacheco ak. 1930). Původcem onemocnění je herpesvirus; rozlišuje se celkem pět sérotypů. Virus lze izolovat na kuřecích embryích nebo v buněčných kulturách.
K infekci jsou vysoce vnímaví zejména arové, kakaduové, amazoňané a aratinga zlatočelý; papoušci Starého světa jsou odolnější. K přenosu dochází sekrety a exkrety infikovaných ptáků (přímý kontakt, aerogenně, kontaminace krmiva a vody trusem). Člověk může sloužit jako vektor. Rekonvalescenti zůstávají latentně infikovaní (nosičství); k exacerbaci latentní infekce dochází stresem (změna prostředí, období rozmnožování apod.).
Průběh nemoci může být perakutní nebo akutní (podle druhu postižených ptáků). Příznaky jsou nespecifické – kromě náhlých úhynů se pozorují netečnost, odmítání potravy (anorexie), načepýřené peří, zvracení (vomitus), žíznivost, zvýšená produkce moči (polydipsie/polyurie), průjem (vodnatý, sírově zbarvený, částečně krvavý). Vyskytovat se také mohou zánět vedlejších dutin nosních (sinusitida), konjunktivitida, křeče nebo třes šíje, křídel a končetin.
Pitevní nález je charakterizován zduřelými játry, které jsou žlutohnědé, načervenalé nebo nazelenalé barvy, s krváceninami nebo s nekrotickými ložisky. Slezina a ledviny jsou také zvětšené. Sliznice střeva bývá překrvená, s krváceninami. Mikroskopicky se pozoruje nekróza hepatocytů, intranukleární eozinofilní inkluze v hepatocytech a epiteliálních buňkách žlučovodů a tubulů ledvin.
Diagnostika je založena na klinickém, patologickém a histopatologickém nálezu (inkluze), potvrzeném izolací a identifikací viru (neutralizační test, ELISA, imunofluorescence). Diferenciálně diagnosticky je nutné odlišit hepatitidy bakteriálního původu, chlamydiózu, otravu olovem, salmonelózy a infekce paramyxoviry.
V USA je k dispozici komerční vakcína, používají se také autovakcíny. Postižené ptáky je vhodné izolovat od ostatních. U nově nakoupených ptáků se doporučuje karanténa.